# Manger (Adelsgeschlecht)

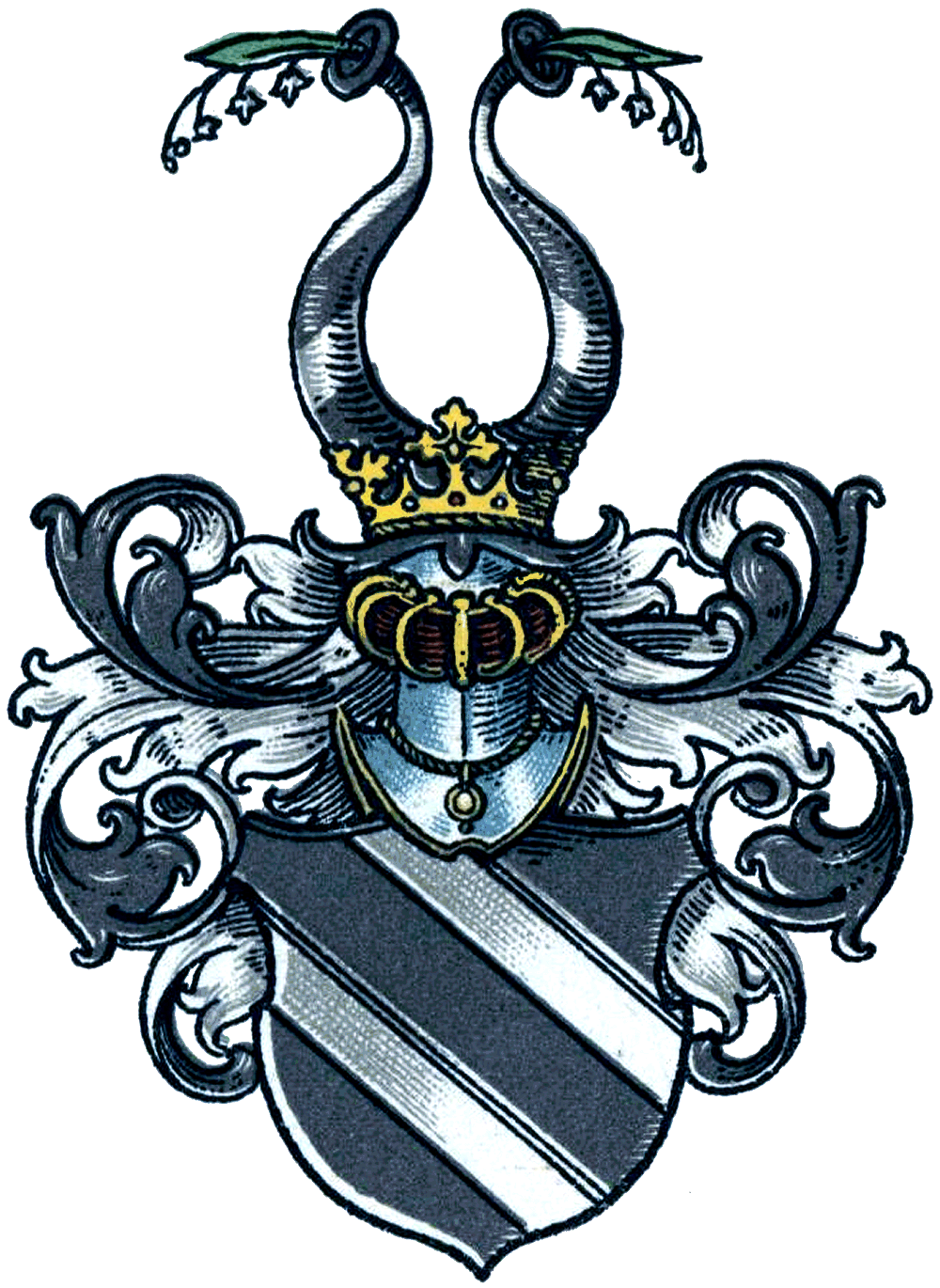
Wappen derer von Manger (1787)

Manger ist der Names eines hessischen Adelsgeschlechts.
Die Familie ist mit den Manger von Kirchsberg (1810; 1883; 1916) oder den Rozynski-Manger (1842) weder stamm- noch wappenverwandt.

## Geschichte

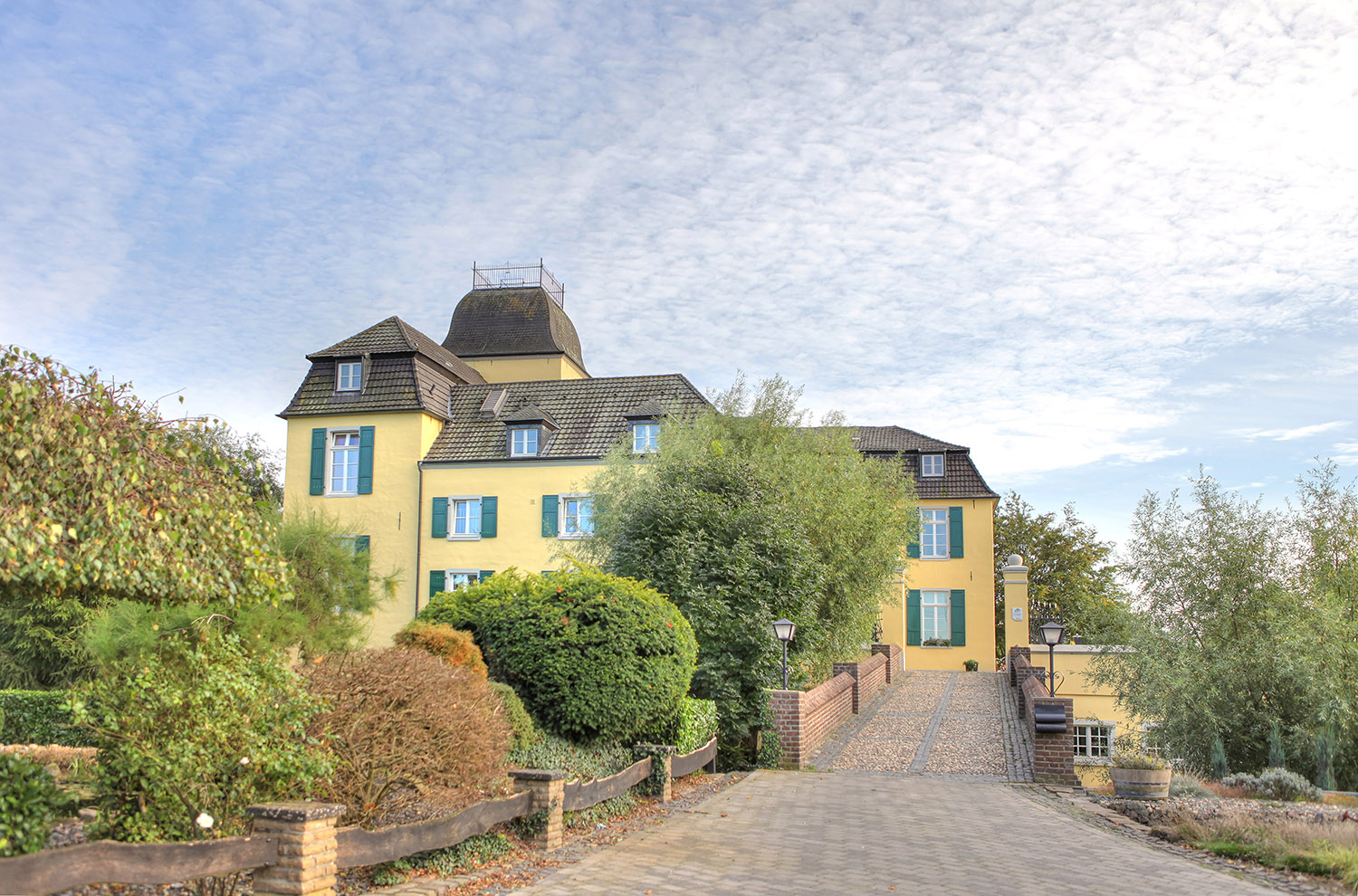
Schloss Bellinghoven (2013). Die heutige bauliche Gestalt entstand während der Zeit bei der Familie (1788–1823).

Die Familie Manger aus Haiger war Mitglied der lokalen städtischen Oberschicht. Die ununterbrochene Stammreihe beginnt 1548 mit Hans Manger, Bürger zu Wetter bei Marburg. Im Dreißigjährigen Krieg soll die Familie ihre Landgüter in Hessen und Nassau verloren haben. Die Erhebung in den Reichsadelsstand der vier Brüder Johann Georg (Regierungsrat und Advokat in Kassel und später Polizeidirektor), Johann Jacob (Prediger), Johann Gottfried (Prediger und Bürgermeister) und Johann Philipp (Prediger im Herzogtum Kleve) erfolgte in Wien am 24. August 1787 bzw. am 2. September 1787 durch Kaiser Joseph II. Am 26. April 1789 wurde daraufhin der Adel in Preußen anerkannt. Heinrich Georg von Manger wurde durch Besitz des Haus Averforth bei Wesel am 16. August 1829 in die Adelsmatrikel des preußischen Rheinprovinz, unter Nr. 149 bei der Klasse der Edelleute eingetragen.

## Angehörige
- Johann Gottfried von Manger (1748–1823), reformierter Prediger, Rittergutsbesitzer und Bürgermeister

## Wappen
Wappen (1787) Blasonierung: In Schwarz mit zwei silbernen Schrägbalken; auf dem gekrönten Helm mit schwarz-silbernen Helmdecken, zwei Büffelhörner, besteckt mit je einem Maiglöckchenzweig.
Es handelt sich um das Wappen der uradeligen bayerischen Familie Seemann von Mangern unter Hinzufügung der Maiglöckchenzweige.